# Nicolas de Leuchtenberg
Pour les articles homonymes, voir Nicolas de Leuchtenberg (homonymie).
Nicolas Alexandre Frédéric de Leuchtenberg (en allemand : Nicolaus von Leuchtenberg), duc de Leuchtenberg (titre russe) et marquis de La Ferté-Beauharnais (titre français), est né le 12 octobre 1933 à Munich, en Allemagne. Chef de la maison de Beauharnais depuis 1937, il a fait carrière comme ingénieur du son à la télévision allemande.

## Famille
Nicolas de Leuchtenberg est le fils du duc Nicolas de Leuchtenberg (1896-1937) et de sa seconde épouse, Élisabeth Müller-Himmler (1906-1999).
Le 24 août 1962, il épouse à Obernkirchen Anne Christine Bügge (1936), fille de Gustav Bügge et de Dorothea Arnold. De cette union, qui s'est terminée par une séparation en 1985, naissent deux enfants :
- Nicolas Maximilien de Leuchtenberg (1963-2002), duc de Leuchtenberg, mort célibataire et sans postérité ;
- Constantin Alexandre Pierre de Leuchtenberg (1965), duc de Leuchtenberg, célibataire et sans postérité.

## Biographie
Né en 1933, Nicolas de Leuchtenberg vit à Sankt Augustin, près de Bonn. Il travaille longtemps comme ingénieur du son pour la télévision allemande,.
Depuis la mort sans héritier du prince Serge Georgevitch de Leuchtenberg (1890-1974), ultime titulaire du titre bavarois de duc de Leuchtenberg, Nicolas et son fils Constantin sont les seuls représentants mâles de la famille et du titre ducal russe.
Dans les années 2010, Nicolas de Leuchtenberg participe à de nombreuses commémorations en rapport avec les liens étroits qu'entretenaient sa famille avec le royaume de Bavière, où elle s'était installée en 1814 après la chute du Premier Empire français,,,. En 2013, il fête ses 80 ans à Eichstätt, autrefois principauté régie par ses ancêtres.

### Ouvrages sur les Beauharnais-Leuchtenberg
- (de) Prinz Adalbert von Bayern, Die Herzen der Leuchtenberg : Chronik einer napoleonisch-bayerisch-europäischen Familie, Munich, Neuausg, 1992, 384 p. (ISBN 3-485-00665-3)
- (en) Zoia Belyakova, Honour and fidelity : The Russian Dukes of Leuchtenberg, Logos Publisher, 2010 (ASIN B00C40ONY8)

### Notices généalogiques sur le duc Nicolas
- (en) « Duke Nikolaus von Leuchtenberg (1933) », dans Almanach de Gotha, vol. II, partie 3, 2018 (ISBN 978 0 9933725 7 5), p. 650-651.
- (fr) Georges Enache, « Nicolas Nicolaïevitch, duc de Leuchtenberg (né en 1933) », dans La Descendance de Pierre le Grand, tsar de Russie, Sedopols, 1983 (ISBN 2-904177-01-9), p. 236, référence IX 203.
- (en) Charles W. Fanning, Dukes of Leuchtenberg : A Genealogy of the Descendants of Eugene de Beauharnais, J.V. Poate, 1983, 106 p. (ISBN 0-9500183-4-1), p. 77.
- (de) « Herzog Nikolaus von Leuchtenberg (1933) », dans Gothaisches genealogisches Handbuch, 2015 (ISBN 978-3-9817243-0-1), p. 600-601.
- (fr) Gérald Gouyé Martignac et Michel Sementéry, « SAS Nicolas, duc de Leuchtenberg (né en 1933) », dans La descendance de Joséphine impératrice des Français, Paris, Christian, 1994 (ISBN 2864960583), p. 141.